# Kiss of Death (film, 1995)
Pour les articles homonymes, voir Kiss of Death et Baiser de la mort.
Pour plus de détails, voir Fiche technique et Distribution.
Kiss of Death ou Le Baiser de la mort au Québec est un film américain réalisé par Barbet Schroeder et sorti en 1995. Il s'agit d'un remake, plus ou moins fidèle, du film Le Carrefour de la mort (1947) de Henry Hathaway, lui-même inspiré d'un roman d'Eleazar Lipsky.

## Synopsis
Jimmy Kilmartin est un ex-voleur de voitures vivant aujourd'hui à Astoria dans le Queens avec sa femme Bev et leur fille. Jimmy et Bev tentent également de lutter contre l'alcoolisme. Jimmy se voit contraint de reprendre du service pour le compte du dangereux Little Junior Brown. Il s'agit d'un travail de 2 heures uniquement. S'il refuse, son cousin Ronnie sera tué. L'opération se passe très mal, un policier du nom de Calvin Hart est touché par une balle en pleine figure et Kilmartin est arrêté. Kilmartin va devoir s'infiltrer dans le gang de Little Junior pour le compte de la police.... et pour des raisons personnelles.

## Fiche technique
- Titre original et français : Kiss of Death
- Titre québécois : Le Baiser de la mort
- Réalisation : Barbet Schroeder
- Scénario : Richard Price, d'après le scénario du film Le Carrefour de la mort écrit par Ben Hecht et Charles Lederer
- Musique : Trevor Jones
- Photographie : Luciano Tovoli
- Montage : Lee Percy
- Production : Susan Hoffman, Barbet Schroeder, Richard Price, Chris Brigham et Jack Baran
- Société de production et de distribution : 20th Century Fox
- Pays d'origine :  États-Unis
- Langue originale : anglais
- Format : Couleurs - 1,85:1 - Dolby Digital / SDDS - 35 mm
- Genre : policier, action, thriller
- Durée : 97 minutes
- Dates de sortie :
  - États-Unis : 21 avril 1995
  - France : 24 mai 1995
- Film interdit aux moins de 12 ans lors de sa sortie en France

## Distribution
- David Caruso (VF : Philippe Vincent) : Jimmy Kilmartin
- Samuel L. Jackson (VF : Greg Germain) : l'inspecteur Calvin Hart
- Nicolas Cage (VF : Emmanuel Jacomy) : Little Junior Brown
- Helen Hunt (VF : Françoise Cadol) : Bev Kilmartin
- Kathryn Erbe (VF : Virginie Méry) : Rosie Kilmartin
- Stanley Tucci (VF : Nicolas Marié) : Frank Zioli
- Michael Rapaport (VF : Éric Missoffe) : Ronnie Gannon
- Ving Rhames (VF : Tola Koukoui) : Omar
- Philip Baker Hall : Big Junior Brown
- Anthony Heald (VF : Yves Beneyton) : Jack Gold
- Angel David (VF : Mark Lesser) : J. J.
- Anne Meara : la mère de Bev
- Kevin Corrigan : le jeune homme vendant l'Infinity
- Hope Davis : la petite-amie de Junior
- Richard Price : un employé municipal
- Joe Lisi : l'agent dans le bungalow
- Shiek Mahmud-Bey : un agent fédéral
- Paul Calderon : l'agent fédéral sous couverture (non crédité)
- Jay O. Sanders : un agent fédéral (non crédité)

## Production
Kiss of Death est un remake du film Le Carrefour de la mort, réalisé en 1947 par Henry Hathaway. Un autre remake transposé dans l'univers du western a été réalisé par Gordon Douglas en 1958 : Le Tueur au visage d'ange.
Pour tenir le rôle de Jimmy Kilmartin, David Caruso quitte la série à succès New York Police Blues.
Le tournage a lieu à New York, principalement dans le Queens (Forest Hills, Astoria, Elmhurst, Kew Gardens) ainsi qu'à Brooklyn (studios situés au New York Navy Yard). Il a également lieu dans l'État de New York (prison de Sing Sing) et dans le New Jersey.

## Bande originale
- Black Jesus, interprété par 9 Lazy 9
- Salutations, interprété par House of Pain
- Jump Around, interprété par House of Pain
- Fuk Dat, interprété par Sagat
- Lush 3-2, interprété par Orbital
- I'm Open, interprété par Lisa Velez
- La Copa Rota, interprété par Alci Acosta
- Back In My Life, interprété par Joe Roberts
- Muchas Gracias, interprété par Salsa Picante
- Porque No Unirnos, interprété par Salsa Picante
- Circle On You, interprété par Yo Yo Honey
- Feeling Free, interprété par Liquid City
- Spaceman, interprété par The Rosemarys
- Acperiance, interprété par Hardfloor
- Hubba Bubba Baby, interprété par Kinsui

## Distinction
Aux Razzie Awards 1996, David Caruso est nommé pour la pire révélation.